# ZAGI 2-EA
ZAGI 2-EA (russisch ЦАГИ 2-ЄА) war ein sowjetischer Tragschrauber. Er entstand zu Beginn der 1930er-Jahre in der Entwicklungsabteilung für Sonderkonstruktionen (OOK) des ZAGI und sollte zur Erforschung der konstruktiven sowie aerodynamischen Gegebenheiten von Tragschraubern dienen. Es wurde ein Exemplar gebaut.

## Geschichte
1929 wurde der erste sowjetische Tragschrauber KASKR getestet und im Herbst des nächsten Jahres begannen die Arbeiten zum Nachfolgemuster 2-EA unter der Hauptleitung von A. M. Tscherjomuchin. Für die Konstruktion direkt verantwortlich waren I. P. Bratuchin und W. A. Kusnezow. Ebenfalls in die Projektierung einbezogen war der später durch seine Hubschrauberkonstruktionen bekannt gewordene M. L. Mil.
Der Rumpf, der Rotorträger, sowie die Rotorholme bestanden aus geschweißten Chrom-Molybdän-Stahlrohren. Die Stummelflügel mit um 35° nach oben abgeknickten Enden bestanden aus einem Holzgerüst mit Stoffbespannung. Das Seitenleitwerk bestand aus zwei rechts und links am abgestrebten Höhenleitwerk angebrachten Endscheiben. Als Antrieb diente ein Gnôme-Rhône-Titan-Triebwerk, das durch seinen Luftstrom auch gleichzeitig den Rotor in Drehung versetzte. Das breitspurige Hauptfahrwerk war starr. Am Heck befand sich ein Schleifsporn.
Die Flugerprobung begann im Herbst 1930 mit dem ZAGI-Testpiloten Korsinschtschikow. Sie offenbarte einige Konstruktionsschwächen, insbesondere die auch schon beim KASKR aufgetretenen Schwingungen der Rotorblätter. Die Fehler konnten beseitigt werden und die mit dem 2-EA gemachten Erfahrungen flossen in die nachfolgenden Tragschrauber-Konstruktionen des ZAGI ein. Der 2-EA selbst aber wurde an die Propagandastaffel „Maxim Gorki“ übergeben, wo er bis zum Ende der Triebwerksbetriebsdauer eingesetzt wurde.

## Technische Daten
| Kenngröße              | Daten                                                     |
| ---------------------- | --------------------------------------------------------- |
| Hersteller             | OOK-ZAGI                                                  |
| Konstrukteur(e)        | Bratuchin, Kusnezow                                       |
| Besatzung              | 2                                                         |
| Rotorkreisdurchmesser  | 12 m                                                      |
| Rotordrehzahl          | 146/min                                                   |
| Spannweite             | 6,73 m ohne Rotor                                         |
| Länge                  | 6,29 m ohne Rotor                                         |
| Höhe                   | 3,91 m                                                    |
| Flügelfläche           | 5,36 m²                                                   |
| Leermasse              | 755 kg                                                    |
| Startmasse             | 1030 kg                                                   |
| Antrieb                | ein luftgekühlter 5-Zylinder-Sternmotor Gnôme-Rhône Titan |
| Startleistung          | 224 PS (165 kW)                                           |
| Höchstgeschwindigkeit  | 160 km/h                                                  |
| Mindestgeschwindigkeit | 58 km/h                                                   |
| Steigzeit              | 20 min auf 3000 m                                         |
| Gipfelhöhe             | 4200 m                                                    |
| Reichweite             | 250 km                                                    |
| Flugdauer              | 1 h                                                       |
| Start-/Landestrecke    | 50–60 m / 0–6 m                                           |